# Saison 1930-1931 des Sénateurs d'Ottawa
Autres saisons
Saison précédente Saison suivante
La saison 1930-1931 de hockey sur glace est la quarante-sixième à laquelle participent les Sénateurs d'Ottawa.

## Classement

### Division Canadienne
|                        | PJ | V  | D  | N  | BP  | BC  | Pts |
| ---------------------- | -- | -- | -- | -- | --- | --- | --- |
| Canadiens de Montréal  | 44 | 26 | 10 | 8  | 129 | 89  | 60  |
| Maple Leafs de Toronto | 44 | 22 | 13 | 9  | 118 | 99  | 53  |
| Maroons de Montréal    | 44 | 20 | 18 | 6  | 105 | 106 | 46  |
| Americans de New York  | 44 | 18 | 16 | 10 | 76  | 74  | 46  |
| Sénateurs d'Ottawa     | 44 | 10 | 30 | 4  | 91  | 142 | 24  |

### Division Américaine
|                         | PJ | V  | D  | N | BP  | BC  | Pts |
| ----------------------- | -- | -- | -- | - | --- | --- | --- |
| Bruins de Boston        | 44 | 28 | 10 | 6 | 143 | 90  | 62  |
| Blackhawks de Chicago   | 44 | 24 | 17 | 3 | 108 | 78  | 51  |
| Rangers de New York     | 44 | 19 | 16 | 9 | 106 | 87  | 47  |
| Falcons de Détroit      | 44 | 16 | 21 | 7 | 102 | 105 | 39  |
| Quakers de Philadelphie | 44 | 4  | 36 | 4 | 76  | 184 | 12  |

## Meilleurs pointeurs
| Nom            | PJ | B  | A  | Pts | Pun |
| -------------- | -- | -- | -- | --- | --- |
| Art Gagné      | 44 | 19 | 11 | 30  | 50  |
| Bill Touhey    | 44 | 15 | 15 | 30  | 8   |
| Joe Lamb       | 44 | 11 | 14 | 25  | 91  |
| Hec Kilrea     | 44 | 14 | 8  | 22  | 44  |
| Danny Cox      | 44 | 9  | 12 | 21  | 12  |
| Frank Finnigan | 44 | 9  | 8  | 17  | 40  |
| Alex Smith     | 37 | 5  | 6  | 11  | 73  |
| Len Grosvenor  | 33 | 5  | 4  | 9   | 25  |
| Art Smith      | 43 | 2  | 4  | 6   | 61  |
| Léo Bourgeault | 28 | 0  | 4  | 4   | 28  |
| Harold Starr   | 35 | 2  | 1  | 3   | 48  |
| Bill Beveridge | 9  | 0  | 0  | 0   | 0   |
| Alex Connell   | 36 | 0  | 0  | 0   | 0   |
| Harry Connor   | 11 | 0  | 0  | 0   | 4   |
| Ray Kinsella   | 14 | 0  | 0  | 0   | 0   |
| Éric Pettinger | 13 | 0  | 0  | 0   | 2   |

## Saison régulière

### Novembre
| No | Date        | Visiteur              | Score | Domicile                | Fiche | Pts |
| -- | ----------- | --------------------- | ----- | ----------------------- | ----- | --- |
| 1  | 11 novembre | Maroons de Montréal   | 0-2   | Sénateurs d'Ottawa      | 1-0-0 | 2   |
| 2  | 15 novembre | Sénateurs d'Ottawa    | 1-5   | Canadiens de Montréal   | 1-1-0 | 2   |
| 3  | 18 novembre | Sénateurs d'Ottawa    | 2-2   | Quakers de Philadelphie | 1-1-1 | 3   |
| 4  | 20 novembre | Falcons de Détroit    | 0-1   | Sénateurs d'Ottawa      | 2-1-1 | 5   |
| 5  | 22 novembre | Sénateurs d'Ottawa    | 0-2   | Maple Leafs de Toronto  | 2-2-1 | 5   |
| 6  | 25 novembre | Sénateurs d'Ottawa    | 1-0   | Americans de New York   | 3-2-1 | 7   |
| 7  | 27 novembre | Bruins de Boston      | 3-4   | Sénateurs d'Ottawa      | 3-3-1 | 7   |
| 8  | 29 novembre | Blackhawks de Chicago | 3-2   | Sénateurs d'Ottawa      | 3-4-1 | 7   |

### Décembre
| No | Date        | Visiteur                | Score | Domicile              | Fiche  | Pts |
| -- | ----------- | ----------------------- | ----- | --------------------- | ------ | --- |
| 9  | 4 décembre  | Quakers de Philadelphie | 2-5   | Sénateurs d'Ottawa    | 4-4-1  | 9   |
| 10 | 6 décembre  | Sénateurs d'Ottawa      | 0-1   | Maroons de Montréal   | 4-5-1  | 9   |
| 11 | 9 décembre  | Sénateurs d'Ottawa      | 2-3   | Rangers de New York   | 4-6-1  | 9   |
| 12 | 11 décembre | Canadiens de Montréal   | 5-4   | Sénateurs d'Ottawa    | 4-7-1  | 9   |
| 13 | 16 décembre | Sénateurs d'Ottawa      | 2-4   | Blackhawks de Chicago | 4-8-1  | 9   |
| 14 | 18 décembre | Sénateurs d'Ottawa      | 0-3   | Falcons de Détroit    | 4-9-1  | 9   |
| 15 | 25 décembre | Rangers de New York     | 4-1   | Sénateurs d'Ottawa    | 4-10-1 | 9   |
| 16 | 27 décembre | Sénateurs d'Ottawa      | 5-8   | Canadiens de Montréal | 4-11-1 | 9   |
| 17 | 30 décembre | Sénateurs d'Ottawa      | 3-7   | Bruins de Boston      | 4-12-1 | 9   |

### Janvier
| No | Date        | Visiteur               | Score | Domicile                | Fiche  | Pts |
| -- | ----------- | ---------------------- | ----- | ----------------------- | ------ | --- |
| 18 | 1er janvier | Maroons de Montréal    | 3-2   | Sénateurs d'Ottawa      | 4-13-1 | 9   |
| 19 | 3 janvier   | Sénateurs d'Ottawa     | 5-4   | Quakers de Philadelphie | 5-13-1 | 11  |
| 20 | 6 janvier   | Maple Leafs de Toronto | 2-2   | Sénateurs d'Ottawa      | 5-13-1 | 12  |
| 21 | 8 janvier   | Bruins de Boston       | 3-1   | Sénateurs d'Ottawa      | 5-14-2 | 12  |
| 22 | 15 janvier  | Americans de New York  | 2-1   | Sénateurs d'Ottawa      | 5-15-2 | 12  |
| 23 | 17 janvier  | Sénateurs d'Ottawa     | 2-3   | Maroons de Montréal     | 5-16-2 | 12  |
| 24 | 20 janvier  | Sénateurs d'Ottawa     | 2-4   | Bruins de Boston        | 5-17-2 | 12  |
| 25 | 22 janvier  | Canadiens de Montréal  | 3-0   | Sénateurs d'Ottawa      | 5-18-2 | 12  |
| 26 | 24 janvier  | Sénateurs d'Ottawa     | 2-5   | Maple Leafs de Toronto  | 5-19-2 | 12  |
| 27 | 29 janvier  | Maple Leafs de Toronto | 3-2   | Sénateurs d'Ottawa      | 5-20-2 | 12  |

### Février
| No | Date        | Visiteur              | Score | Domicile               | Fiche  | Pts |
| -- | ----------- | --------------------- | ----- | ---------------------- | ------ | --- |
| 28 | 1er février | Sénateurs d'Ottawa    | 2-4   | Americans de New York  | 5-21-2 | 12  |
| 29 | 3 février   | Americans de New York | 4-2   | Sénateurs d'Ottawa     | 5-22-2 | 12  |
| 30 | 5 février   | Falcons de Détroit    | 4-5   | Sénateurs d'Ottawa     | 6-22-2 | 14  |
| 31 | 8 février   | Sénateurs d'Ottawa    | 0-2   | Falcons de Détroit     | 6-23-2 | 14  |
| 32 | 12 février  | Blackhawks de Chicago | 3-2   | Sénateurs d'Ottawa     | 6-24-2 | 14  |
| 33 | 17 février  | Sénateurs d'Ottawa    | 5-4   | Rangers de New York    | 7-24-2 | 16  |
| 34 | 19 février  | Sénateurs d'Ottawa    | 2-1   | Maple Leafs de Toronto | 8-24-2 | 18  |
| 35 | 21 février  | Maroons de Montréal   | 3-3   | Sénateurs d'Ottawa     | 8-24-3 | 19  |
| 36 | 26 février  | Americans de New York | 2-4   | Sénateurs d'Ottawa     | 9-24-3 | 21  |

### Mars
| No | Date     | Visiteur                | Score | Domicile              | Fiche   | Pts |
| -- | -------- | ----------------------- | ----- | --------------------- | ------- | --- |
| 37 | 1er mars | Sénateurs d'Ottawa      | 0-5   | Blackhawks de Chicago | 9-25-3  | 21  |
| 38 | 3 mars   | Canadiens de Montréal   | 1-0   | Sénateurs d'Ottawa    | 9-26-3  | 21  |
| 39 | 7 mars   | Sénateurs d'Ottawa      | 2-6   | Maroons de Montréal   | 9-27-3  | 21  |
| 40 | 10 mars  | Quakers de Philadelphie | 3-5   | Sénateurs d'Ottawa    | 10-27-3 | 23  |
| 41 | 12 mars  | Sénateurs d'Ottawa      | 0-2   | Americans de New York | 10-28-3 | 23  |
| 42 | 14 mars  | Sénateurs d'Ottawa      | 3-3   | Canadiens de Montréal | 10-28-4 | 24  |
| 43 | 17 mars  | Rangers de New York     | 3-1   | Sénateurs d'Ottawa    | 10-29-4 | 24  |
| 44 | 21 mars  | Maple Leafs de Toronto  | 9-6   | Sénateurs d'Ottawa    | 10-30-4 | 24  |